# Danmarks undervisningsportal
Emu.dk (Danmarks undervisningsportal) er en større webportal
Emu.dk har til formål at gøre det lettere for fagprofessionelle og ledere at indarbejde regler, rammer og viden i kerneopgaven: at danne og uddanne børn, unge og voksne kursister.
Emu.dk konkretiserer derfor gennem eksempler, hvordan læreplaner, forsknings- og praksisbaseret viden og politiske aftaler kan omsættes og implementeres i praksis.
Indholdet på emu.dk udvælges og udvikles efter et princip om, at det skal være eksemplarisk, overskueligt og praksisnært.

Emu.dk er opdelt i en række uddannelsesområder - dagtilbud, grundskolen, stx, hf, hhx, htx, EUX, erhvervsuddannelserne, FGU, AVU og FVU.
Portalen hed tidligere i perioden 1999-2002: "Elektronisk Mødested for Undervisningsverdenen" deraf navnet "EMU". og derefter "EMU - danmarks læringsportal".
Nu om dage hedder portalen blot emu.dk

Bag EMU.dk står Børne og undervisningsministeriet - Styrelsen For Undervisning og Kvalitet
Portalen blev åbnet i 1999. EMU består i dag (april 2025) af 11 uddannnelsesområder

## Opdeling af sitet
Emu.dk er opdelt efter uddannelsesområder, som gør det lettere for de forskellige grupper at søge på sitet. Det er således opdelt:
- Dagtilbud
- Grundskolen
- Erhvervsuddannelser
- STX
- HF
- HTX
- HHX
- FGU
- AVU
- FVU
- EUX

## For lærere
Lærere kan følge med i hvad der sker inden for undervisning.
Det er endvidere muligt at finde materiale til forberedelse i et fag eller inden for en række emner som pædagogik, internationalt, it og meget mere.

## Om navnet
Emu skriver selv:
"EMU var oprindeligt et akronym for Elektronisk Markedsplads for Undervisningsmateriale, hvilket senere ændredes til Elektronisk Mødested for Undervisningsverdenen og senere som EMU - Danmarks læringsportal. I dag omtales portalen som emu.dk.